# Seaton (Rutland)
Seaton is een civil parish in het bestuurlijke gebied Rutland, in het Engelse graafschap Rutland met 250 inwoners.